# Walter Edward Gudgeon
 (août 2019).
Si vous disposez d'ouvrages ou d'articles de référence ou si vous connaissez des sites web de qualité traitant du thème abordé ici, merci de compléter l'article en donnant les références utiles à sa vérifiabilité et en les liant à la section « Notes et références ».
Walter Edward Gudgeon (né le 4 septembre 1841 à Londres et mort le 5 janvier 1920) est un ethnologue néo-zélandais.

## Biographie
Fils de Thomas Wayth Gudgeon, tapissier de profession, celui-ci décide en 1850 de tenter l'émigration en Nouvelle-Zélande. La famille s'installe à New Plymouth. Le jeune Gudgeon arrête ses études à l'âge de 11 ans préférant rester travailler sur la ferme familiale. Il s'installe à son compte cinq années plus tard dans une ferme près de Wanganui. 
En 1865, alors que les guerres maories font rage, il rejoint le corps des Bushrangers de Wanganui devenant au bout d'à peine trois mois Commandant en second du bataillon indigène (Maori intégrés auprès des troupes britanniques). Participant à l'expédition punitive d'Opotiki et à la Campagne du Taranaki, il se blesse accidentellement à la cuisse en 1866. Il s'installe alors sur des « terres confisquées » près de la rivière de Waingaroro avant d'en être chassé deux années plus tard par le chef « rebel » Tikokowaru. 
Il réincorpore l'armée au sein de laquelle il reste jusqu'en 1874. Il est nommé Résident Magistrat du district de la baie de la Pauvreté. C'est à cette date qu'il rencontre Edith Maria Best, sœur aînée du célèbre ethnologue Elsdon Best, qu'il épouse le 16 janvier 1875. Elle devait décéder de tuberculose en 1879 lui laissant quatre enfants à charge. Il épousera en secondes noces une métisse māori Emily Bertha Tuke, avec qui il aura quatre nouveaux enfants. 
Muté à plusieurs reprises dans divers districts de l'île du Nord, il est finalement nommé commissaire aux fraudes sur les terres indigènes en 1881. Gudgeon aura durant cette période plusieurs fois maille à partir avec ses ministres de tutelle dont il estime que la politique māori en matière foncière manque de fermeté. 
Son obstination lui vaut d'être nommé Juge du Tribunal Indigène foncier lors de sa création en 1891. Ce poste lui permet de poursuivre un intérêt affectif et de longue date pour la langue et l'ethnologie māori. Il est ainsi l'un des fondateurs de la Polynesian Society dans le journal duquel il publiera plusieurs articles de peu de valeur scientifique si l'on en croit le jugement sévère d'un autre fondateur de la célèbre société, Edward Treager. "Ses articles sont sans valeurs et dépassés…encore les mêmes vieux trucs… que nous avons délaissés il y a au moins vingt ans" ("'Absolutely and entirely valueless...All the old stuff…we left behind 20 years ago"). On lui doit également quelques ouvrages qui n'ont guère laissé d'empreinte durable dans l'histoire des sciences sociales : Reminiscences of the war in New Zealand (1879), The history and doings of the Maori (1885) et The defenders of New Zealand (1887).
En septembre 1898, il est nommé Résident Magistrat aux îles Cook en remplacement de Frederick Joseph Moss. Il y réussit à convaincre les principaux Ariki de Rarotonga et tout particulièrement Makea Takau Ariki, de l'utilité de l'annexion et leur impose la mise en place d'un tribunal foncier qu'il préside jusqu'en 1909[réf. nécessaire]. C'est à cette date qu'il est "démissionné" par le Premier Ministre néo-zélandais Joseph Ward qui le soupçonne de corruption et de clientélisme. Gudgeon avait en effet réussi à placer dans l'administration des Cook un bon nombre de ses amis et de sa famille. Parmi eux, l'un de ses neveux fit même deux années de prison pour détournement de fonds publics, somme que dut rembourser Gudgeon sur ses propres deniers. 
De retour en Nouvelle-Zélande, Gudgeon travaille quelque temps dans les services de renseignement néo-zélandais en tant que censeur aux messages télégraphiques avant de s'éteindre à Auckland le 5 janvier 1920. 